# Massari (álbum)
Massari es el álbum debut homónimo del artista libanés/canadiense de R&B, Massari, lanzado el 31 de mayo de 2005, bajo el sello CP Records. Fue coescrito y coproducido por los raperos Belly y Massari además de otros productores incluidos en el álbum como, Whosane?, Da Heala y Beat Merchant. El álbum cuenta con los temas de éxito “Smile for me” con Loon, “Be Easy”, “Real love” y “Rush the floor” con Belly.
Desde su lanzamiento, el álbum fue certificado de oro por la CRIA con más de 50.000 copias vendidas en todo Canadá.

## Lista de canciones
| N.º | Título                         |
| --- | ------------------------------ |
| 01  | "Intro"                        |
| 02  | "Be easy"                      |
| 03  | "Find a Partner"               |
| 04  | "Smile for me"(feat. Loon)     |
| 05  | "When I Saw You"               |
| 06  | "Real Love"                    |
| 07  | "Rush the Floor" (feat. Belly) |
| 08  | "Gone Away"                    |
| 09  | "Who Knows"                    |
| 10  | "Don't Let Go" (feat. Belly)   |
| 11  | "Show Me"                      |
| 12  | "Follow My Lead" (feat. Vico)  |
| 13  | "Inta Hayati"                  |
| 14  | "What Kinda Girl?"             |